# Тайпацький район
Тайпа́цький район (каз. Тайпақ ауданы) — колишня адміністративна одиниця третього порядку у складі Західноказахстанської області Казахстану, яка існувала у період 1928-1997 років.

## Історія
Тайпацький район утворено 17 січня 1928 року у складі Уральського округу Казакської АСРР. До його складу увійшли Тайпацька волость та частини Байгутдінської, Дуанінської та Індервської областей Джамбейтинського повіту Уральської губернії. Центром району стало селище Базар-Чулан. 28 липня того ж року центр перенесено до урочища Базар-Тюбе.
1930 року район перейшов в пряме підпорядкування Казацької АРСР, до нього було приєднано Лбіщенський район та частина Джангалинського і Кара-Тюбинського районів, центр району перенесено до селища Калмиков.
1931 року Лбіщенський район був відновлений. 20 лютого 1932 року район увійшов до складу Західноказахстанської області. 19 листопада того ж року частина району передана до складу Урало-Ембинського району.
7 травня 1997 року Тайпацький район був ліквідований, територія увійшла до складу Акжаїцького району.

## Населення
Населення району складало 23890 осіб (1989; 17257 у 1979, 20258 у 1970, 14679 у 1959, 26004 у 1939).

## Адміністративний поділ
Станом на 1951 рік до складу району входили 14 сільрад: Актюбінська, Антоновська, Базар-Тюбинська, Єсенсайська, Калмиковська, Єнсуатська, Кзилжарська, Красноярська, Крик-Кудуцька, Курайлі-Сайська, Саукудуцька, Сартогайська, Тайпацька та Тендіцька.
Станом на 1989 рік до складу району входили 10 сільрад: Актобинська, Базартобинська, Єсенсайська, Зауральна, Калмиковська, Караултобинська, Котельниковська, Красноярська, Курайлисайська, Сайкудуцька.